# Juguetes (serie filatélica)
Juguetes es el nombre de una serie filatélica emitida por la Sociedad Estatal Correos y Telégrafos de España entre los años 2006 y 2008, dedicada a los juguetes típicos españoles. En total fueron puestos en circulación 24 sellos en 3 fechas de emisión diferentes.

## Descripción
| Fecha de emisión | Nombre del sello (descripción) | Dimensiones (mm) | Valor facial (en €) |
| ---------------- | ------------------------------ | ---------------- | ------------------- |
| 02.01.2006       | 1) Marionetas                  | 35,0 × 24,5      | A                   |
| 02.01.2006       | 2) Peonzas                     | 35,0 × 24,5      | A                   |
| 02.01.2006       | 3) Coche de carreras           | 35,0 × 24,5      | A                   |
| 02.01.2006       | 4) Camión                      | 35,0 × 24,5      | A                   |
| 02.01.2006       | 5) Muñeca                      | 35,0 × 24,5      | A                   |
| 02.01.2006       | 6) Una caja con canicas        | 35,0 × 24,5      | A                   |
| 02.01.2006       | 7) Caballito y calesa          | 35,0 × 24,5      | A                   |
| 02.01.2006       | 8) Moto                        | 35,0 × 24,5      | A                   |
| 02.01.2007       | 1) Triciclo                    | 35,0 × 24,5      | A                   |
| 02.01.2007       | 2) Autobús                     | 35,0 × 24,5      | A                   |
| 02.01.2007       | 3) Tren                        | 35,0 × 24,5      | A                   |
| 02.01.2007       | 4) Juego de bolos              | 35,0 × 24,5      | A                   |
| 02.01.2007       | 5) Carrito                     | 35,0 × 24,5      | A                   |
| 02.01.2007       | 6) Hidroavión                  | 35,0 × 24,5      | A                   |
| 02.01.2007       | 7) Imprentilla                 | 35,0 × 24,5      | A                   |
| 02.01.2007       | 8) Coche de bomberos           | 35,0 × 24,5      | A                   |
| 02.01.2008       | 1) Barquillo                   | 35,0 × 24,5      | A                   |
| 02.01.2008       | 2) Diábolo                     | 35,0 × 24,5      | A                   |
| 02.01.2008       | 3) Transatlántico              | 35,0 × 24,5      | A                   |
| 02.01.2008       | 4) Un juego de arquitectura    | 35,0 × 24,5      | A                   |
| 02.01.2008       | 5) Tragabolas                  | 35,0 × 24,5      | A                   |
| 02.01.2008       | 6) Una diligencia              | 35,0 × 24,5      | A                   |
| 02.01.2008       | 7) Submarino                   | 35,0 × 24,5      | A                   |
| 02.01.2008       | 8) Cubos de playa              | 35,0 × 24,5      | A                   |